# The Farmer in the Dell
The Farmer in the Dell ("il contadino della valle") è una filastrocca in lingua inglese.

## Storia
Inizialmente, The Farmer in the Dell era un gioco di corteggiamento che prendeva il nome di Es fuhr ein Bau'r ins Holz (1826), e presentava un testo in lingua tedesca. Durante i flussi migratori di fine Ottocento diretti dall'Europa verso gli Stati Uniti, la canzone venne tradotta in lingua inglese, e assunse i connotati odierni nel 1883, anno in cui venne pubblicata a New York. In questa versione il brano presenta una melodia simile a quella di A-Hunting We Will Go. Successivamente, The Farmer in the Dell si diffuse in vari paesi del mondo, fra cui Canada, Paesi Bassi, l'odierno Regno Unito, Francia (Le fermier dans son pré), Svezia (En bonde i vår by), Australia e Sudafrica.
La filastrocca venne inserita nel Roud Folk Song Index al numero 6306.

## Testo
The farmer in the dell

Hi-ho, the derry-o…

The farmer in the dell

The farmer takes the wife

The farmer takes the wife

Hi-ho, the derry-o…

The farmer takes the wife

The wife takes the child

The wife takes the child

Hi-ho, the derry-o…

The wife takes the child

The child takes the nurse

The child takes the nurse

Hi-ho, the derry-o…

The child takes the nurse

The nurse takes the cow

The nurse takes the cow

Hi-ho, the derry-o…

The nurse takes the cow

The cow takes the dog

The cow takes the dog

Hi-ho, the derry-o…

The cow takes the dog

The dog takes the cat

The dog takes the cat

Hi-ho, the derry-o…

The dog takes the cat

The cat takes the mouse

The cat takes the mouse

Hi-ho, the derry-o…

The cat takes the mouse

The mouse takes the cheese

The mouse takes the cheese

Hi-ho, the derry-o…

The mouse (or rat) takes the cheese

The cheese stands alone

The cheese stands alone

Hi-ho, the derry-o…

The cheese stands alone»

## Varianti
In una variante della canzone, il termine mouse ("topo") viene sostituito dalla parola rat ("ratto").

### Regno Unito
Nel Regno Unito, la prima riga recita The farmer's in his den al posto di The farmer's in the dell. Questa variante della filastrocca parla di agricoltore che si trova in una tana, desidera una moglie, un figlio, una nutrice che accudisca quest'ultimo, un cane e un osso. La filastrocca si conclude recitando we all pat the bone ("tutti accarezziamo l'osso" ), e tutti coloro che cantano la canzone, prendono un oggetto che simula un osso e lo coccolano come se fosse quello del testo. Di The farmer's in his den esistono anche delle variazioni regionali ove l'Hi-Ho, the derry-o viene rimpiazzato da 
Ee-i, tiddly-i a Londra, Ee-i, adio, Ee-i, andio, Ee- i, en-gee-oh o Ee-i, entio nell'Inghilterra settentrionale, e Ee-i, ee-i nella West Country.

### Romania
La versione in lingua rumena di The Farmer in the Dell è intitolata Țăranul e pe câmp ("Il contadino è nel campo"), ma l'Hey-o è sostituito da Ura, drăguţa mea ("urrà, tesoro"), e gli ultimi versi recitano: "il bambino ha una nutrice", "la nutrice ha un gatto", "il gatto cattura un topo", "il topo mangia del formaggio", "il formaggio è in una botte", "la botte è nella spazzatura", "il contadino da scegliere".

## Gioco
Esiste un gioco durante il quale viene cantata The Farmer in the Dell. Dopo aver formato un cerchio, i giocatori si tengono per mano cantando la prima strofa, e si muovono intorno al giocatore al centro, che è il contadino. Quando il verso termina, tutti smettono di cantare e il "contadino" sceglie una moglie (a volte senza guardare gli altri partecipanti). La "moglie" si unisce a lui al centro. Lo stesso schema viene ripetuto fino a quando nel cerchio rimane soltanto un giocatore (il "cane" o il "formaggio"). Se il gioco viene ripetuto, a questi toccherà fare il contadino.